# 包鳳起
包鳳起（？—1650年代），字際霞，河南南陽府南陽縣人，明朝、南明政治人物。

## 生平
包鳳起是天啟七年（1627年）舉人，崇禎元年（1628年）聯捷進士，授戶部主事。供餉到邊疆，他親自分發；事發後，剩餘資金都回歸公帑。朝廷商量崇文門剩餘輸入大府事例，讓他轉吏部，但沒有事例援引，因此移官職方司。其時承平日久，禁軍士兵大多被閹黨偷偷霸占，包鳳起大力查清，淘汰假冒和虛報的幾萬人，以個月省下糧餉六萬多。都城多盜賊，他親自為巡查緝捕，不久升為協職方司事，惟他謝絕請託，嫌棄交際，被貶謫重慶檢校，在吏部尚書、兵部尚書奔走下很快恢復原官；包鳳起在職方司任官六年，每次有大計，都力排眾議，親身任用，人才都奮勇爭先。李瘦子率眾數萬，計劃謀奪湖廣，窺視南京，他決定肅清李瘦子，外任武昌副使；到任後，微服輕舟進入賊人巢穴，偵查虛實，帶領軍隊剿滅李瘦子，斬殺敵寇萬餘人，於是亂事平定。
當時張獻忠投降，要求給與襄陽一地駐軍，聲稱讓部下的家人寄居穀城而入城據守，分兵屯駐四周郊外。余應桂上疏請求監軍，包鳳起獨自騎馬到張獻忠營內，互相結交。崇禎九年（1636年）朝廷大赦，命他帶著二萬兩金到軍前招撫，他上表「撫地、撫資、撫人」三事，但當事者不聽從。十二年（1639年）五月，張獻忠在穀城再次反叛，襄陽府戒嚴，他改到荊南，登城巡江，風雨不改；患上寒濕肌肉委縮依然帶病做事。適逢土寇閻文簡乘亂聚眾鬧事，他乘轎帶病鎮壓重兵，不久因病歸歸。朝廷再起用他為潼關參政，派遣偵察，嚴密防禦；宣府的呂大器上疏推薦他，調任徽寧，但舊病復發告歸。南陽失守，他帶同父母到南京。
隆武帝繼位，以包鳳起在潛邸舊恩，召任武選郎中，依附何吾騶，擢升兵部右侍郎、副都御史，巡撫應安；金堡上疏爭論，隆武帝不聽。福京淪陷，他在永曆五年（1651年）歸鄉，授徒以自給自足，幾年後去世。